# Аквапарк

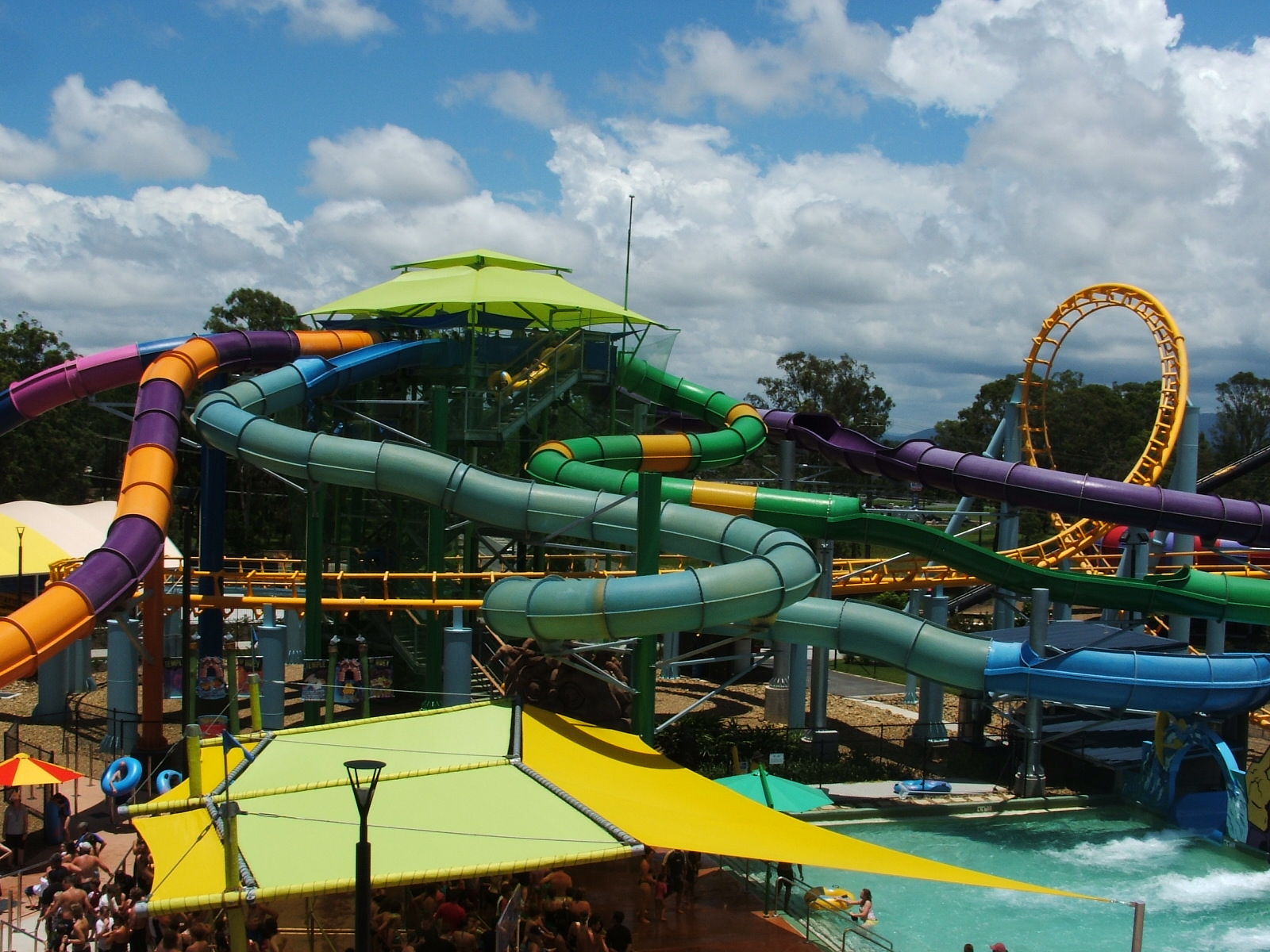
Аквапарк WhiteWater World, Голд-Кост, Австралия

Аквапа́рк — развлекательный комплекс, который образуют водные горки, плавательные бассейны, «ленивые реки» и прочие водные развлечения. Более современные аквапарки могут быть оснащены приспособлениями для занятия сёрфингом или бодибордингом. Большинство аквапарков находятся на открытом воздухе, обычно в курортной местности, однако существует и немало закрытых комплексов.

## История
Первые аквапарки появились в конце 1940-х — начале 1950-х годов.
Сегодня США занимают лидирующие места в мире по их числу (более 1000), уровню инфраструктуры и доходности. Основные организации, занимающиеся аквапарками, — IAAPA (Международная ассоциация парков развлечений и аттракционов) и WWA (Всемирная ассоциация аквапарков).
Аквапарки, возникающие на базе спа-центров, как правило, больше напоминают горные курорты, поскольку становятся круглогодичными местами отдыха. 
Уисконсин Делс может претендовать на роль «Мировой столицы аквапарков». В нём расположено 18 крытых аквапарков, в том числе обширнейший Kalahari Resort ("Курорт Калахари"), а также крупнейший в Америке аквапарк на открытом воздухе Noah’s Ark ("Ноев ковчег").
Такой процесс концентрации можно наблюдать в гибридных вариантах тематических, развлекательных и аквапарков. Некоторые аквапарки больше ориентированы на спа. Например, в Швабен Квеллене нет водных горок, но есть множество саун, паровых бань, «душей приключений» и водных игровых площадок, ориентированных на расслабление.
Крупнейшим аквапарком мира являлся «Океанский купол» (англ. Ocean Dome) в Японии. Его купол имел размеры 300 метров в длину и 100 метров в ширину мог обслуживать до 10 тысяч человек одновременно. Раздвижная крыша позволяла загорать в солнечные дни и укрываться от дождя и снега в непогоду. В 2017 году аквапарк был демонтирован.

## Водные горки

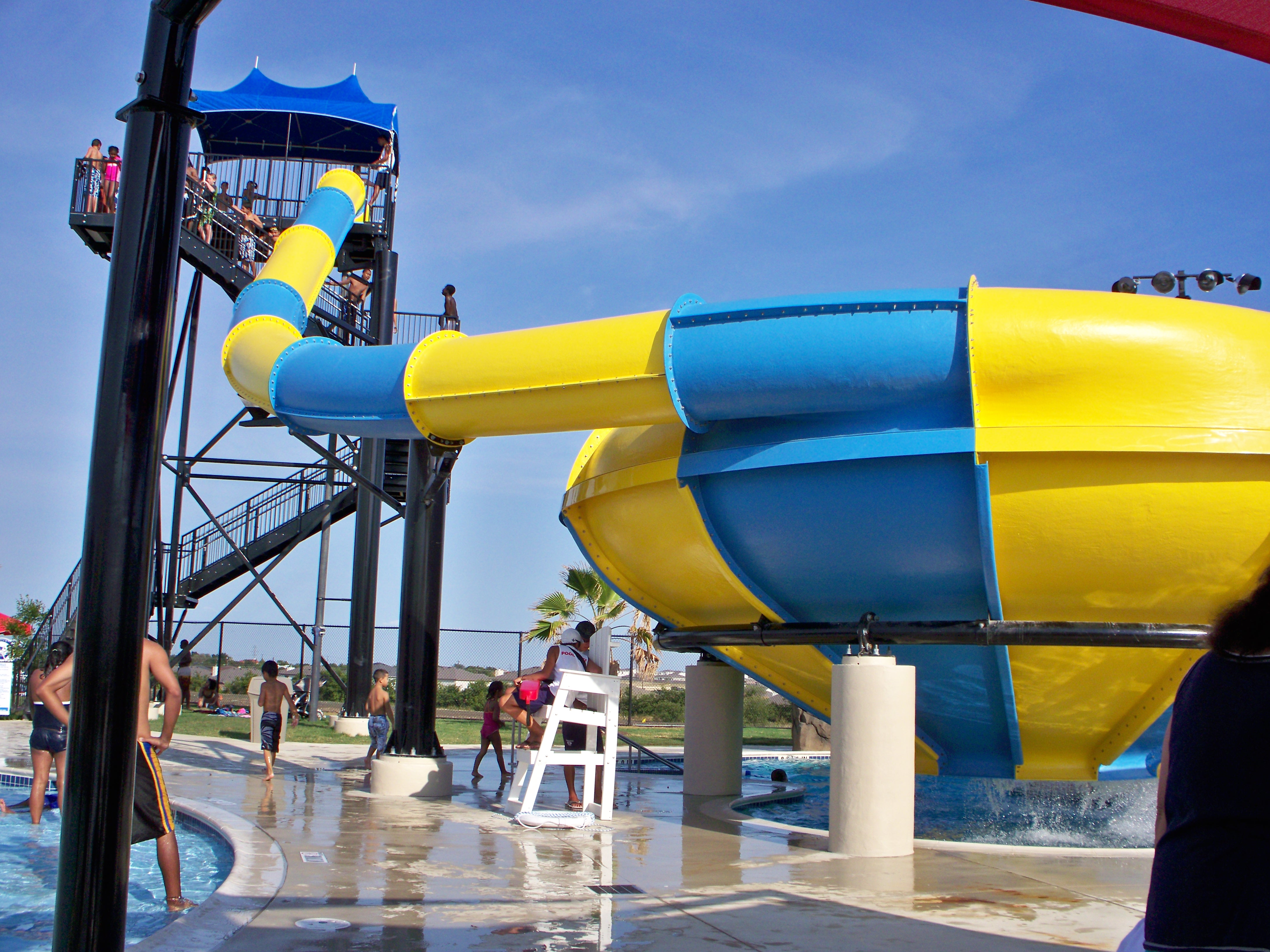
Водная горка «Чаша»

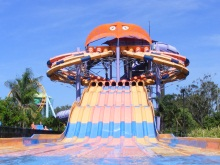
Многополосная водная горка

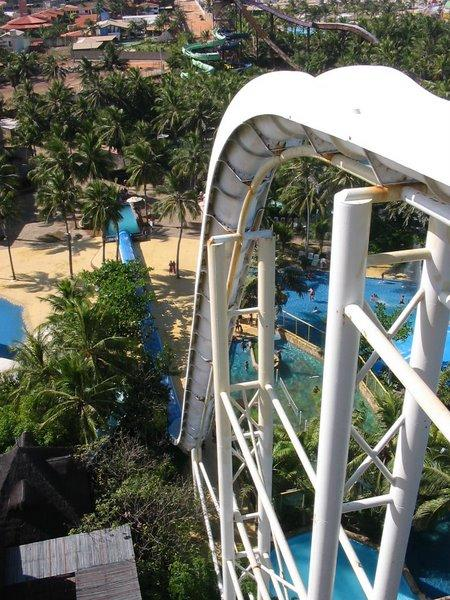
Самая высокая в мире скоростная горка в аквапарке Бич-парк, Бразилия.

Водные горки отличаются по способу катания, протяжённости и форме. Катание может происходить на самой горке, на плоту или на трубе.
В типичной водной горке используется насосная система, которая перекачивает воду наверх, а затем позволяет ей свободно стекать по склону, уменьшая трение при спуске. Водные горки ведут в бассейн (обычно небольшой). Спасателей размещают вверху и внизу, чтобы оказывать первую помощь незамедлительно.
Водные горки выпускаются в различных стилях компаниями ProSlide, WhiteWater West и Waterfun Products.

#### Чаша
Отдыхающие спускаются по крутому склону в круглую чашу. Под действием центробежной силы они обходят внешнюю часть чаши, прежде чем войти в центр, где падают в другую секцию горки либо в бассейн, расположенный внизу. В некоторых случаях можно кататься вдвоём или вчетвером.

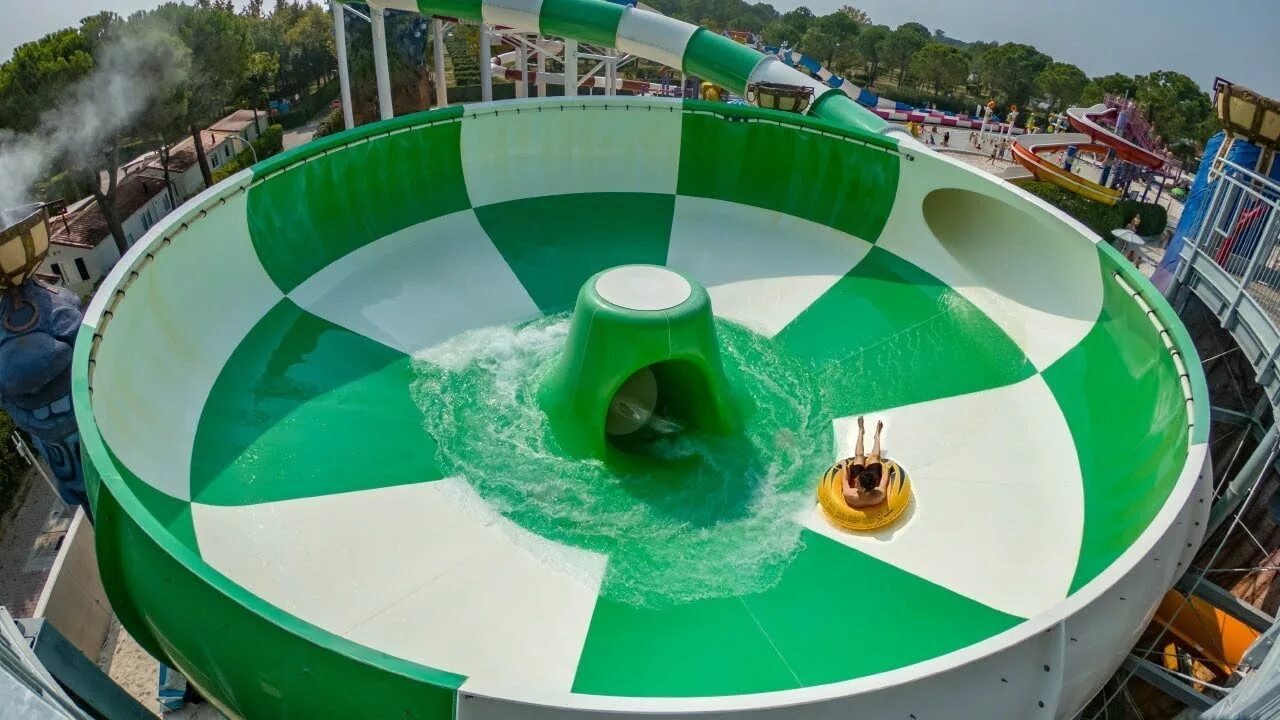
Водная горка "Унитаз"

#### Многополосная
От 4 до 8 клиентов аквапарка скатываются головой или ногами вперёд с горки, имеющей несколько перевалов. Дополнительным компонентом может быть закрытая спираль в верхней части аттракциона. В 2016 году компания WhiteWater West представила свой вариант модернизирования этого типа горок.

#### Скоростная
Является самым распространённым типом водных горок. Клиенты спускаются по крутому склону практически находясь в свободном падении.

##### Скоростная с капсулой и люком

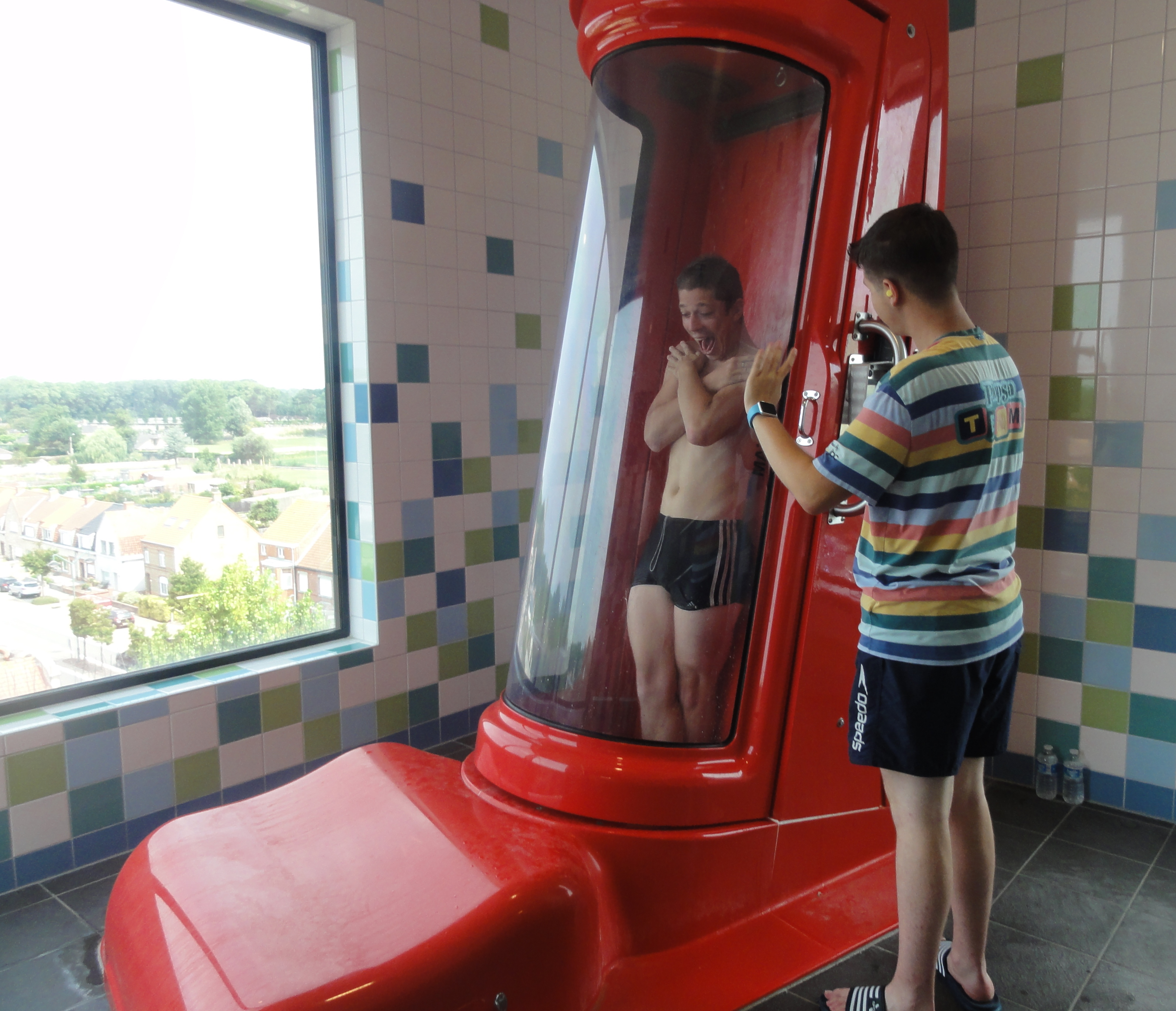
Скай-дроп в Плопсакуа, Бельгия.

Горка имеет устройство в виде капсулы, которое размещается в начале спуска. Как только капсула закрывается, под клиентом открывается люк, опуская его в почти отвесную часть горки. Разные производители называют её по-рахному: ProSlide — SkyBox, WhiteWater West — AquaDrop.

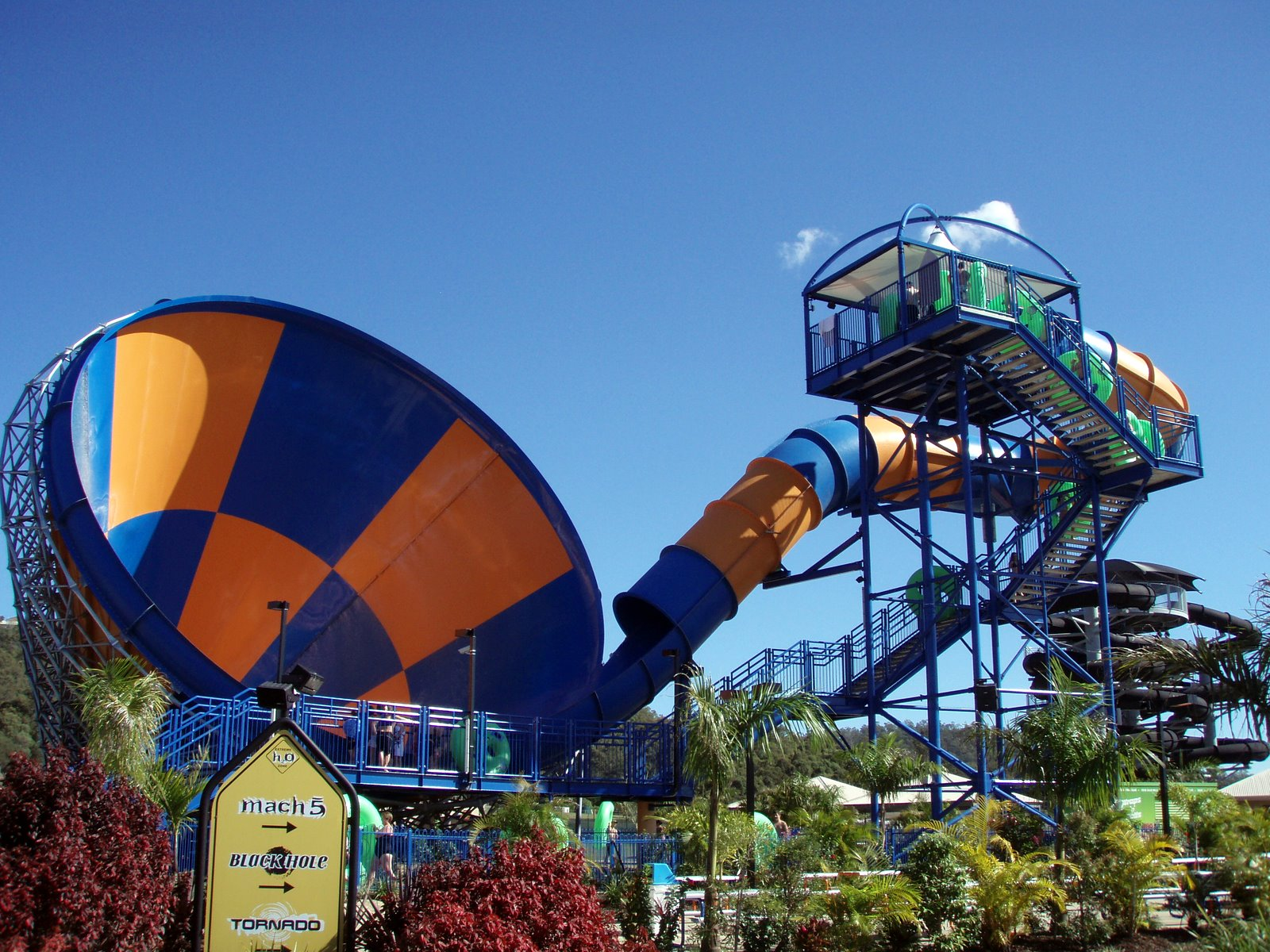
Воронка в аквапарке Wet’n’Wild Gold Coast на Голд-Косте, Австралия

#### Воронка
Клиенты, сидящие в двух или четырёхместной круглой трубе, выпрыгивают из туннеля в основной элемент аттракциона, имеющий форму воронки на боку. Их перекидывает из стороны в сторону, пока они не выходят через заднюю часть воронки в бассейн. Наиболее распространённый тип воронки — ProSlide Tornado, появившийся в 2003 году и установленный почти в 60 местах по всему миру. В 2010 году WhiteWater West начала разработку альтернативного решения Abyss, с использованием плота, несущего до шести клиентов

### Рекорды
Самой длинной горкой считается временная горка в Ваймауку (Новая Зеландия) длиной 650 м, установленная в феврале 2013 года. По утверждениям создателей, предыдущая водная горка-рекордсмен имела длину около 350 метров. Следующая по величине — горка в Коста-Рике, 400 метров. Самой длинной водной горкой для нескольких человек является Мамонт, длиной 537 метров, в Санта-Клаусе (штат Индиана).
Самой высокой горкой в мире является Insano в бразильском аквапарке Beach Park, её высота 41 метр.

## В России
Крупнейший открытый аквапарк России — «Золотая Бухта» площадью 154 000 м² в Геленджике. Крупнейший крытый — «ЛетоЛето» площадью 48 000 м² в Тюмени.

Крупнейшим в Европе по водоизмещению (6 000 м³) считается «Тики-Так» в Анапе. 

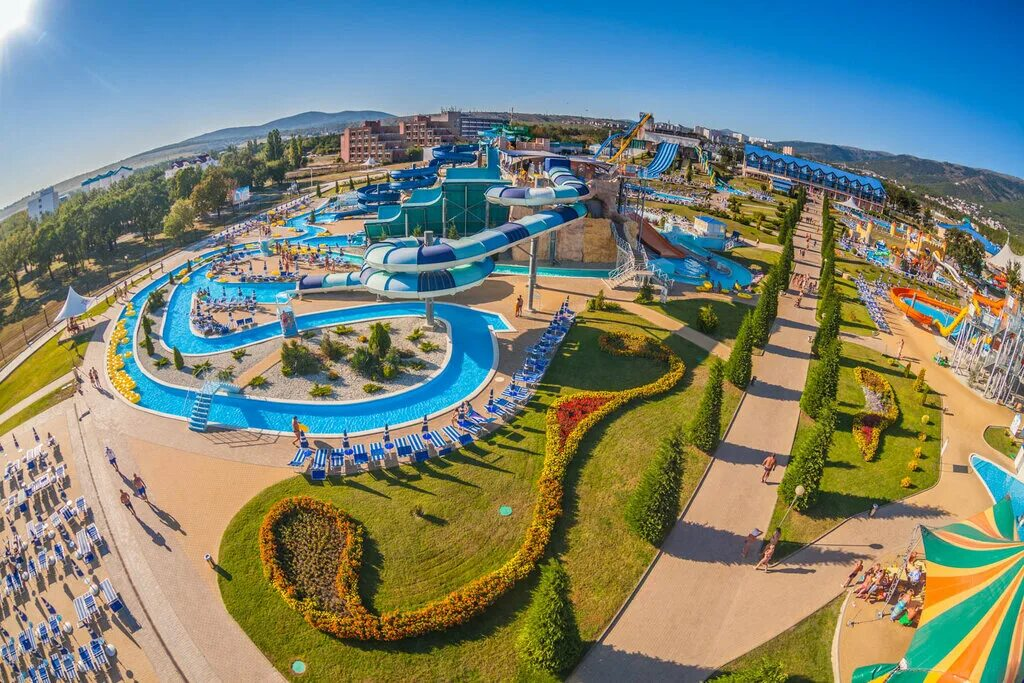
Аквапарк "Золотая бухта" в Геленджике

## Безопасность и медицинские аспекты
Угроза получения заразного заболевания при посещении современных аквапарков снижена до нуля, так как вода обычно интенсивно хлорируется. Гораздо более существенны получение механических травм из-за плохих стыков пластмассовых горок и угроза сердечного приступа из-за физической перегрузки при спуске. Лицам с нарушениями сердечной деятельности противопоказан спуск с водных горок.
В Российской Федерации владельцы водных комплексов, плавательных бассейнов и пляжей обязаны обеспечивать безопасность c помощью спасателей.